# Humanistisk-samhällsvetenskapliga forskningsrådet
Humanistisk-samhällsvetenskapliga forskningsrådet (HSFR) var en tidigare svensk myndighet som existerade åren 1977–2000. HSFR var ett forskningsråd som förmedlade finansiering till grundforskning inom humaniora, samhällsvetenskap, rättsvetenskap och teologi vid svenska universitet och högskolor. HSFR bildades 1977 genom sammanslagning av två tidigare existerande forskningsråd, Statens råd för samhällsforskning och Statens humanistiska forskningsråd.
Från 1 januari 2001 ersattes HSFR och flera andra svenska forskningsråd av Vetenskapsrådet.